# Bernard Lalande (homme politique)
Pour les articles homonymes, voir Bernard Lalande.
Bernard Lalande, né le 6 avril 1954 à Jonzac (Charente-Maritime) est un homme politique français. Il est ancien sénateur de Charente-Maritime et Questeur du Sénat.

## Biographie
Né d’une famille de viticulteurs principalement établis sur la commune de Vallet (commune associée à Montendre depuis 1972), Bernard Lalande exerce la profession d’expert-comptable et commissaire aux comptes au sein du cabinet qu’il fonde en 1981 à Montendre.
Il est officier de l'ordre du Mérite agricole (31 juillet 2012).
Issu du mouvement associatif et d’éducation populaire et laïque, il adhère au Parti socialiste en 1974, qu'il quitte en 2019.

### Vie politique locale
En 1989 Bernard Lalande est élu au conseil municipal de Montendre et devient adjoint aux Affaires économiques.
Il contribue alors à la création de la communauté de communes de Haute-Saintonge réunissant les cantons du sud du département, soit cent-vingt-trois communes. Il en devient le vice-président aux côtés de Claude Belot - ancien sénateur - alors président du conseil général de la Charente-Maritime, sur la base d’un accord de développement de territoire.
Il s’engage pour un soutien actif à la viticulture, principale richesse agricole du territoire du sud de la Charente-Maritime et de la Charente, et défend l'économie d’entreprises en zone rurale.
Maire de Montendre depuis 1993, Bernard Lalande est toujours vice-président de la communauté de communes et préside la commission communautaire du Développement économique.
Il est élu conseiller général du canton de Montendre en 1998. Réélu le 28 mars 2004 au conseil général, il est choisi pour présider le groupe des élus socialistes et apparentés. Il est à nouveau élu conseiller général de Montendre le 27 mars 2011.
À l'issue de son mandat de sénateur, il est désigné Président du Conseil de développement de Haute-Saintonge par le conseil communautaire de Haute-Saintonge, présidé par Claude Belot.

### Vie politique nationale
À l’issue du scrutin du 28 septembre 2014, il devient le premier sénateur socialiste de Charente-Maritime. Il donne alors sa démission de ses fonctions au conseil général. Sa suppléante Élisabeth Richer-Diez (Divers gauche) lui succède.
Au Sénat il est membre de la commission Finances.
En septembre 2017 Bernard Lalande met fin à ses mandats de Maire et de Vice-Président de la Communauté de communes de la Haute Saintonge. Il conserve toutefois ses mandats de conseiller municipal de Montendre et délégué communautaire.
Après les élections sénatoriales du 24 septembre 2017, il est nommé questeur du Sénat.
Soutenu par La République en marche, il se représente en 2020, mais n'est pas réélu.